# Ghiacciaio Quonset
Il ghiacciaio Quonset (in inglese Quonset Glacier) è un ghiacciaio lungo circa 32 km situato nell'entroterra della costa di Bakutis, nella parte occidentale della Terra di Marie Byrd, in Antartide. Il ghiacciaio, il cui punto più alto si trova a oltre 1.600 m s.l.m., fluisce in direzione ovest-nord-ovest a partire dal versante settentrionale del catena Wisconsin, dove ha origine tra il monte LeSchack e lo sperone Ruseski, fino ad unire il proprio flusso a quello del ghiacciaio Davisville.

## Storia
Il ghiacciaio Quonset è stato mappato dallo United States Geological Survey grazie a ricognizioni terrestri dello stesso USGS e a fotografie aeree scattate dalla marina militare statunitense nel periodo 1960-64; esso è stato poi così battezzato dal Comitato consultivo dei nomi antartici in onore della base aeronavale di Quonset Point (divenuta nel 1974 una base della guardia nazionale aerea), in Rhode Island, al tempo sede dello squadrone aereo dedicato a missioni antartiche VXE-6.